# Najma Kousri

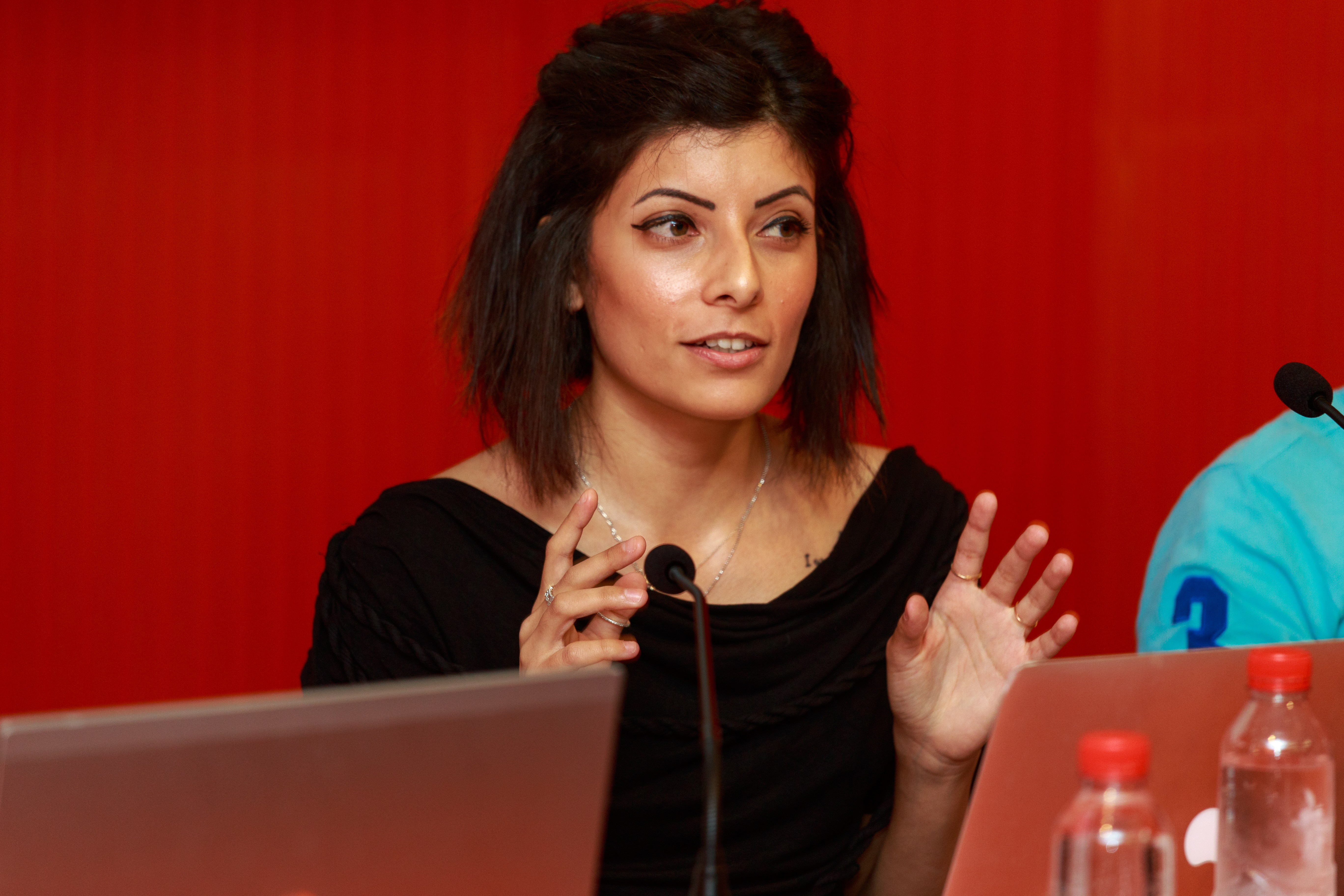
Najma Kousri beim WorldPride Summit in Madrid (2017)

Najma Kousri (arabisch نجمة العبيدي القوصري, bekannt auch als Najma Kousri Labidi; geboren 1991) ist eine tunesische Bürgerrechtlerin, Feministin und Aktivistin für LGBT-Rechte. Sie hat die #EnaZeda-Bewegung (tunesische #MeToo-Bewegung) mitgegründet und ist Koordinatorin der tunesischen Vereinigung Demokratischer Frauen. Zudem ist sie als Journalistin tätig und ihr Fotoprojekt, das das Leben gleichgeschlechtlicher Paare dokumentiert, ging 2017 viral.

## Biographie
Najma Kousri hat Jura an der Fakultät für Recht, Politische und Soziale Wissenschaften in Tunis und an der Université Lyon in Frankreich studiert. Sie hat ihren Abschluss als Rechtsanwältin gemacht und an der Lund-Universität in Schweden einen Master-Abschluss erworben. In ihrer Master-Dissertation hat sie sich mit dem Einfluss digitaler Technologien auf den sozialen Wandel beschäftigt. Kousri erklärt, ihr politischer Aktivismus sei eine Fortsetzung des Kampfes ihrer Familie gegen den ehemaligen autoritären Präsidenten Zine El Abidine Ben Ali.
Schon während ihres Jurastudiums hat Kousri begonnen, sich gegen die Benachteiligung und sexuelle Belästigung von Frauen in der tunesischen Gesellschaft einzusetzen. Sie hat Übergriffe bei der Polizei gemeldet, obwohl diese oft ablehnend reagiert hat. Besonders hat sie gegen die Verschleppung und sexuelle Gewalt gegen jesidische Frauen durch Anhänger des IS gekämpft.
Als Juristin hat sich Kousri gegen die autoritäre Regierung ausgesprochen und die Demokratisierung Tunesiens gefordert. Durch Artikel und politische Stellungnahmen hat sie sich für den Präsidentschaftskandidaten Hamma Hammami, den Vorsitzenden des Parteienbündnisses Volksfront, eingesetzt. Sie hat sich gegen die Verhaftung des Parlamentsabgeordneten, Whistleblowers und Bloggers Yassine Ayari engagiert und die Ermordung der Vorsitzenden der Sozialistischen Volksallianz in Ägypten, Shaimaa al-Sabbagh, angeprangert, die bei einer friedlichen Demonstration von der Polizei erschossen wurde.
Kousri hat unter anderem über die feministische Menschenrechtsaktivistin Khadija Cherif und über den Gewerkschaftsführer und Friedensnobelpreisträger Houcine Abassi geschrieben, der nach dem Arabischen Frühling im Prozess des Nationalen Dialogs einen Kompromiss zwischen Islamisten und Säkularen für die neue Verfassung Tunesiens ausgehandelt hatte. Kousri hat die tunesische Politikerin Monia Ibrahim scharf kritisiert, weil sie ein Gesetz blockiert hat, das die Rechte der Frauen im Land erweitern sollte.

## #EnaZeda
Im Jahr 2019 wurde Kousri zu einer Mitbegründerin der tunesischen #MeToo-Bewegung, die in Tunesien #EnaZeda (arabisch أنا زادة) heißt. Im November 2019 hatte die Facebook-Gruppe der Bewegung über 21.600 Mitglieder; sie war ein Ort, an dem Proteste organisiert wurden, und bot einen sicheren Raum für die Aussagen von Gewalt-Überlebenden. Kousri meinte, der Erfolg der Bewegung verdanke sich dem Vorbild der ägyptischen Frauen, die auf der Straße für ihre Bürgerrechte eingetreten sind.
Die Kampagne #EnaZeda gewann schnell an Dynamik, während frühere Kampagnen gegen Belästigung in öffentlichen Verkehrsmitteln die Frauen in Tunesien nicht in gleicher Weise erreicht hatten. Kousri berichtete, die sexuelle Gewalt gegen Frauen habe nach den revolutionären Aufständen vom Dezember 2010  deutlich zugenommen. Die Bewegung mache das Ausmaß des Problems deutlich und zeige, dass das Totschweigen der Opfer das Problem der sexuellen Aggression in der Gesellschaft nicht löst.

## Tunesische Vereinigung Demokratischer Frauen (ATFD)
Kousri ist Koordinatorin der Tunesischen Vereinigung demokratischer Frauen (ATFD), einer feministischen Kampagnenorganisation, die 1989 gegründet wurde. Die ATFD engagiert sich für die Gleichstellung der Geschlechter und die Rechte von Frauen in Tunesien und hat  sich auch für die Abschaffung des Gesetzes eingesetzt, das Vergewaltiger erlaubte, ihre Opfer zu heiraten, um einer Strafe zu entgehen. Innerhalb der ATFD ist Kousri in der Kommission für sexuelle und reproduktive Rechte tätig. Gemeinsam mit der Koalition für sexuelle und körperliche Rechte in muslimischen Gesellschaften (CSBR) hat sie einen offenen Brief an Recep Tayyip Erdoğan unterzeichnet, in dem sie die Ermordung und Folterung der türkischen Transfrau Hande Kader verurteilt.
Im Jahr 2017 sprach sie sich im Namen der ATFD Organisation gegen das Gesetz aus, das die Ehe zwischen muslimischen Frauen und Nicht-Muslimen in Tunesien verbietet. Im Jahr 2019 leitete sie eine Kampagne, in der sie den Staat aufforderte, die reproduktive Gesundheit von Frauen wieder zu einem Anliegen zu machen, denn aufgrund von Mittelkürzungen hatte sich der Zugang von Frauen zu Verhütungsmitteln verschlechtert.

## LGBT-Rechte
Kousri setzt sich aktiv für LGBT-Rechte ein, denn Homosexualität in Tunesien ist illegal und wird streng bestraft. Im Jahr 2014 sprach sie sich gegen die Zunahme von Gewalt gegen LGBT-Gemeinschaften in Ägypten aus und verurteilte das Vorgehen der Journalistin Mona Iraqi, die die Identität von 26 Männern veröffentlichte, die in einem Kairoer Hammam wegen angeblicher „Unzucht“ festgenommen worden waren.

Im Jahr 2015 veröffentlichte Kousri eine Fotodokumentation über gleichgeschlechtliche Paare in den sozialen Medien, die sich viral stark verbreitete. Das Projekt „Sexualität ist kein Tabu“ zielte darauf ab, LGBT-Gemeinschaften aus Tunesien sichtbar zu machen. Sie sagte über ihr Projekt:
„Mit meinem Fotoprojekt möchte ich das Internet nutzen, um die Menschen zum Nachdenken über sexuelle Rechte anzuregen. Wir haben die Revolution gemacht und wir weigern uns, weiterhin für das, was wir im Schlafzimmer tun, belästigt, bestraft oder herumgeschubst zu werden. Durch die Veröffentlichung von Fotos gleichgeschlechtlicher Paare, die sich im öffentlichen Raum küssen, hoffe ich, die Debatte über die Rechte von Homosexuellen in Tunesien voranzutreiben, die seit Beginn der Revolution an Dynamik gewonnen hat.“
Im selben Jahr wurde Najma Kusri verhaftet, was die tunesische Zeitung Le Temps als unrechtmäßige Verhaftung bezeichnete, wie sie für die Schikanen der Polizei gegenüber Frauen typisch sei.
Kousri war eine der Rednerinnen auf dem WorldPride Summit 2017 in Madrid. Sie leitete eine Diskussion über LGBT in Afrika mit Kasha Nabagesera aus Uganda, dem Südafrikaner Yahia Zaidi, Alimi Bisi Ademola aus Nigeria und Michèle Ndoki aus Kamerun.
Im Jahr 2017 arbeitete Kousri als internationale Projektassistentin für die Fundraising-Abteilung der SOS-Kinderdörfer, wurde aber nach nur zwei Monaten Tätigkeit bereits wieder entlassen. Als Grund für die Entlassung hieß es, Kousris Einsatz zur Antidiskriminierung von LGBT-Gemeinschaften könne für Kinder „schädlich“ sein.